# Dumburken
Dumburken var ett TV-program i TV4 som visades 1997-1998. Programledare var Kenny Mattsson. 
Dumburken gav smakprov på annorlunda TV-program i världen. I programmet gjorde man konstigheter, saker som inte var riktigt normala.